# Endangered Species (film)
Endangered Species è un film del 2002 diretto da Kevin Tenney.
È un film horror statunitense con Eric Roberts, Arnold Vosloo e John Rhys-Davies. È incentrato sulle vicende di Mike Sully (Roberts) che cerca di scoprire chi si nasconde dietro una serie di omicidi, rendendosi conto che l'assassino è in realtà un alieno indistruttibile.

## Produzione
Il film, diretto e sceneggiato da Kevin Tenney, fu prodotto da Bruce Wayne Gillies, Tom Kuhn, Rainer Mockert e Fred Weintraub per la Drotcroft Limited, la Lietuvos Kinostudija (compagnia di produzione lituana), la MBP (compagnia tedesca) e la Weintraub/Kuhn Productions e girato a Vilnius in Lituania dal novembre 2001.

## Distribuzione
Il film fu distribuito nel 2002 in DVD dalla Silverline Entertainment con il titolo Endangered Species.
Alcune delle uscite internazionali sono state:
- in Germania il 13 novembre 2003 (in DVD),
- negli Stati Uniti il 16 novembre 2004 (Endangered Species, in DVD)
- in Ungheria il 21 febbraio 2006 (Veszélyeztetett faj, in DVD)
- in Francia (Alien invasion)
- nel Regno Unito (Earth Alien)
- in Grecia (Epikindyno eidos)

## Promozione
La tagline è: "Earth Is A Battleground.".